# Wasselonne Otterswiller Saverne Basket
El W.O.S.B. es un equipo de baloncesto francés con sede en la ciudad de Otterswiller, que compite en la NM2, la cuarta competición de su país. Disputa sus partidos en la Salle Centre Polyvalent.

## Posiciones en liga
- 2007 - (1-N3)
- 2008 - (3-N2)
- 2011 - (4-NM2)
- 2012 - (6-NM2)
- 2013 - (7-NM2)
- 2014 - (5-NM2)
- 2015 - (13-NM2)
- 2016 - (10-NM2)
- 2017 - (6-NM2)
- 2018 - (5-NM2)
- 2019 - (3-NM2)
- 2020 - (1-NM2)
- 2021 - (3-NM2)
- 2022 - (9-NM2)

## Palmarés
- Finalista Torneo NM3 - 2008
- Campeón Copa Alsace Lorraine - 2008